# Ethan Ampadu
Ethan Kwame Colm Raymond Ampadu, född 14 september 2000 i Exeter, England, är en walesisk fotbollsspelare som spelar för Leeds United. Han representerar även Wales landslag.

## Karriär
Den 31 augusti 2021 förlängde Ampadu sitt kontrakt i Chelsea till 2024 och lånades ut till italienska Venezia på ett säsongslån.
Den 1 september 2022 lånades Ampadu ut till Spezia på ett säsongslån.
Den 19 juli 2023 värvades Ampadu av Leeds United, där han skrev på ett fyraårskontrakt.